# Cô nàng Kubo chẳng chịu để tôi yên
Kubo-san wa Mob o Yurusanai (久保さんは僕を許さない "Kubo không buông tha kẻ tầm thường (là tôi)") là một sê-ri manga Nhật Bản được viết và minh họa bởi Yukimori Nene. Nó đã được đăng nhiều kỳ trên tuần san Young Jump của Shueisha kể từ tháng 10 năm 2019, với các chương của nó được tập hợp thành mười một tập tankōbon tính đến tháng 12 năm 2022. Anime được chuyển thể bởi Pine Jam và ra mắt vào tháng 1 năm 2023.

## Cốt truyện
Shiraishi Junta là một học sinh bình thường và ít nói đến nỗi ngay cả bạn học và giáo viên chủ nhiệm cũng không nhận ra sự tồn tại của cậu, như thể cậu ta là một nhân vật quần chúng trong trò chơi điện tử, nhưng Kubo Nagisa, nữ chính của truyện, có thể nhận ra Junta một cách bình thường và cùng Junta làm những việc khiến cho cậu trở nên nổi bật. Dần dần, Nagisa nảy sinh tình cảm với Junta. Đây là một truyện mô tả cuộc sống hằng ngày của 2 người đáng lẽ ra không có mối liên hệ nào nhưng lại trở thành bạn bè cho đến khi thành đôi.

## Nhân vật
Kubo Nagisa (久保 渚咲)
Lồng tiếng bởi: Hanazawa Kana 
Một trong những nhân vật chính của truyện, là nữ sinh năm nhất của trường Harugakita (học sinh năm hai từ chương 32 trở đi). Cô có thành tích học tập xuất sắc với vị trí thứ 2 trong bài kiểm tra cuối kì hồi năm nhất. Cô sinh nhật vào ngày 2 tháng 8. Cô không giỏi nấu ăn, đã từng biến một cái bánh thành than. Cô là người duy nhất nhận ra và nói chuyện Shiraishi ở trường vì cậu vô hình với mọi người xung quanh.
Shiraishi Junta (白石 純太)
Lồng tiếng bởi: Kawanishi Kengo
Nam sinh năm nhất trường Harugakita (năm hai từ chương 32 trở đi). Là một học sinh quá bình thường đến nỗi kể cả khi cậu có ở trước mặt mọi người cũng không biết, theo kiểu tàng hình. Sinh nhật của cậu là ngày 25 tháng 4. Món khoái khẩu của cậu là hamburger. Cậu rất hay bị Kubo trêu chọc và cô là người bạn duy nhất nói chuyện với cậu ở lớp.
Kubo Akina (久保 明菜)
Lồng tiếng bởi: Itō Miku
Là chị gái của Nagisa, làm việc tại một hiệu sách. Trong khi theo dõi mối quan hệ của Junta và Nagisa, cô thích những phản ứng của hai người. Cô rất thích trêu ghẹo em gái mình về chuyện tình cảm và cả nấu ăn.
Kubo Saki (久保 沙貴)
Lồng tiếng bởi: Amamiya Sora
Em họ của Nagisa. Cô bé rất ngưỡng mộ Nagisa và hay cạnh tranh với Junta.
Kudō Hazuki (工藤 葉月)
Lồng tiếng bởi: Kakuma Ai 
Bạn cùng lớp của Junta và Nagisa, là bạn của Nagisa từ tiểu học.
Taira Tamao (平 玉緒)
Lồng tiếng bởi: Taketatsu Ayana
Thường được gọi là Tama, là bạn cùng lớp của Junta và Nagisa.
Shiraishi Seita (白石 誠太)
Lồng tiếng bởi: Ise Mariya
Em trai của Junta, rất vâng lời và bám Junta, cậu có khuôn mặt giống mẹ hơn là anh hai cậu. Có tính cách thân thiện và ngưỡng mộ anh trai của mình, nhanh chóng gắn bó với Nagisa và Akina. Ngoài ra, cậu bé còn thích động vật và sở hữu những bộ quần áo hình chúng. Cậu cũng thầm thích Saki.
Shiraishi Yoshie (白石 由恵)
Lồng tiếng bởi: Noto Mamiko
Mẹ của Junta và Seita, tốt bụng và giỏi giao tiếp xã hội.
Sudō Yūki (須藤 勇真)
Lồng tiếng bởi: Taketatsu Ayana
Bạn cùng lớp của Nagisa Saki, Junta, Tamao và Hazuki. Ngoài ra còn là bạn thời thơ ấu của Tamao.
Unzen-sensei (雲仙先生)
Lồng tiếng bởi: Tatsuta Naoki
Thầy giáo già dạy học tại lớp của Kubo. Ông hay quên cậu đến lớp và quên điểm danh nên Shiraishi phải luôn xuất hiện trước mặt ông để nhắc nhở.

## Truyền thông

### Manga
Kubo-san wa Mob o Yurusanai được viết và minh họa bởi Yukimori Nene. Bộ truyện bắt đầu được đăng dài kỳ trên tuần san Young Jump của Shueisha ngày 24 tháng 10 năm 2019. Shueisha đã tập hợp các chương thành các tập tankōbon riêng lẻ. Tập đầu tiên được phát hành vào ngày 19 tháng 2 năm 2020. Bộ truyện đã bước sang phần cuối cùng vào ngày 9 tháng 2 năm 2023 và sẽ kết thúc ở chương thứ 144 của bộ truyện theo như thông báo của tác giả đăng trên Twitter. Tính đến ngày 19 tháng 12 năm 2022, mười một tập đã được phát hành.
Bộ truyện được xuất bản đồng thời bằng tiếng Anh và tiếng Tây Ban Nha trên Manga Plus của Shueisha và trang web Shonen Jump của Viz Media. Viz Media đã cấp phép xuất bản in bộ truyện này tại Bắc Mỹ..

#### Danh sách tập truyện
| #  | Ngày phát hành | ISBN              |
| -- | -------------- | ----------------- |
| 1  | 19/2/2020      | 978-4-08-891476-3 |
| 2  | 19/6/2020      | 978-4-08-891550-0 |
| 3  | 18/9/2020      | 978-4-08-891654-5 |
| 4  | 19/2/2021      | 978-4-08-891781-8 |
| 5  | 18/6/2021      | 978-4-08-892009-2 |
| 6  | 17/9/2021      | 978-4-08-892073-3 |
| 7  | 19/11/2021     | 978-4-08-892118-1 |
| 8  | 18/2/2022      | 978-4-08-892214-0 |
| 9  | 18/5/2022      | 978-4-08-892299-7 |
| 10 | 16/9/2022      | 978-4-08-892432-8 |
| 11 | 19/12/2022     | 978-4-08-892567-7 |
| 12 | 18/4/2023      | 978-4-08-892662-9 |

### Anime
Anime đã được công bố vào ngày 13 tháng 5 năm 2022 và bắt đầu lên sóng từ ngày 10 tháng 1 năm 2023. Theo một thông báo trong ngày 24 tháng 1 năm 2023, từ tập 7 trở đi sẽ bị ngưng phát sóng do ảnh hưởng của đại dịch COVID-19, sáu tập phim đã lên sóng sẽ được phát lại từ 4 tháng 4 năm 2023.
Pine Jam sản xuất anime và Koga Kazuomi là đạo diễn, phần kịch bản do Takahashi Yūya viết và phần thiết kế nhân vật do Yoshiko Saitō đảm nhận, Yumemi Kujira soạn nhạc nền. Bài hát mở đầu là "Dramatic Janakutemo “ (ドラマチックじゃなくても) do Hanazawa Kana trình bày, bài hát kết thúc là "Kasuka de Tashika" (かすかでたしか) được Dialogue+ thể hiện.
Tại Anime NYC 2022, Sentai Filmworks đã thông báo rằng họ đã cấp phép cho bộ phim và sẽ phát trực tiếp trên Hidive. Tại Đông Nam Á và Đài Loan, phim được phát sóng trên Bilibili và kênh truyền hình Animax.

#### Danh sách tập phim
| 1                                         | "Nhân vật nữ chính và nhân vật nam nền" "Hiroin Joshi to Mob Danshi" (ヒロイン女子とモブ男子)  | 10 tháng 1, 2023 |
| 2                                         | "Vận xui và chuyến thăm nhà" "Hādo Rakku to Jitaku Hōmon" (ハードラックと自宅訪問)             | 17 tháng 1, 2023 |
| 3                                         | "Món quà của nhân vật nền" "Bonja no Okurimono" (凡者の贈り物)                                 | 24 tháng 1, 2023 |
| 4                                         | "Trái tim đỏ và người đưa gửi" "Akai Hāto to Okurinushi" (赤いハートと送り主)                  | 31 tháng 1, 2023 |
| 5                                         | "White Day và địa chỉ của cảm xúc" "Howaito Dē to Kanjō no Atesaki" (ホワイトデーと感情の宛先) | 7 tháng 2, 2023  |
| 6                                         | "Phòng y tế và nhân vật chính" "Hokenshitsu to Shujinkō" (保健室と主人公)                      | 14 tháng 2, 2023 |
| 7                                         | "Tiệc ngủ đêm và năm học kế tiếp" "Otomarikai to Tsugi no Gakunen" (お泊まり会と次の学年)      | 16 tháng 5, 2023 |
| 8                                         | "Buổi ngắm hoa và lướt qua nhau" "Ohanami to Surechigai" (お花見とすれ違い)                    | 23 tháng 5, 2023 |
| 9                                         | "Học kỳ mới và thay đổi lớp học" "Shin gakki to Kurasu-gae" (新学期とクラス替え)               | 30 tháng 5, 2023 |
| 10                                        | "So chiều cao và Kabedon" "Seikurabe to Kabedon" (背比べと壁ドン)                              | 6 tháng 6, 2023  |
| 11                                        | "Rạp chiếu phim và cơ mặt" "Eigakan to Hyōjōkin" (映画館と表情筋)                              | 13 tháng 6, 2023 |
| 12                                        | "Nhân vật chính và món quà" "Shuyaku to Oiwai" (主役とお祝い)                                  | 20 tháng 6, 2023 |
| * Tựa đề tiếng Việt được lấy từ Bilibili. |                                                                                                |                  |

## Đón nhận
Vào năm 2020, Kubo-san wa Mob o Yurusanai đã được đề cử trong Tsugi ni kuru Manga Taishō lần thứ sáu và xếp thứ 19 trong số 50 đề cử với 9.306 phiếu bầu . Vào năm 2021, bộ truyện một lần nữa được đề cử trong Tsugi ni kuru Manga Taishō lần thứ bảy và đứng thứ 7 trong số 50 đề cử .